# Santo Domingo (canton)
Santo Domingo est un canton (deuxième échelon administratif) costaricien de la province de Heredia au Costa Rica.

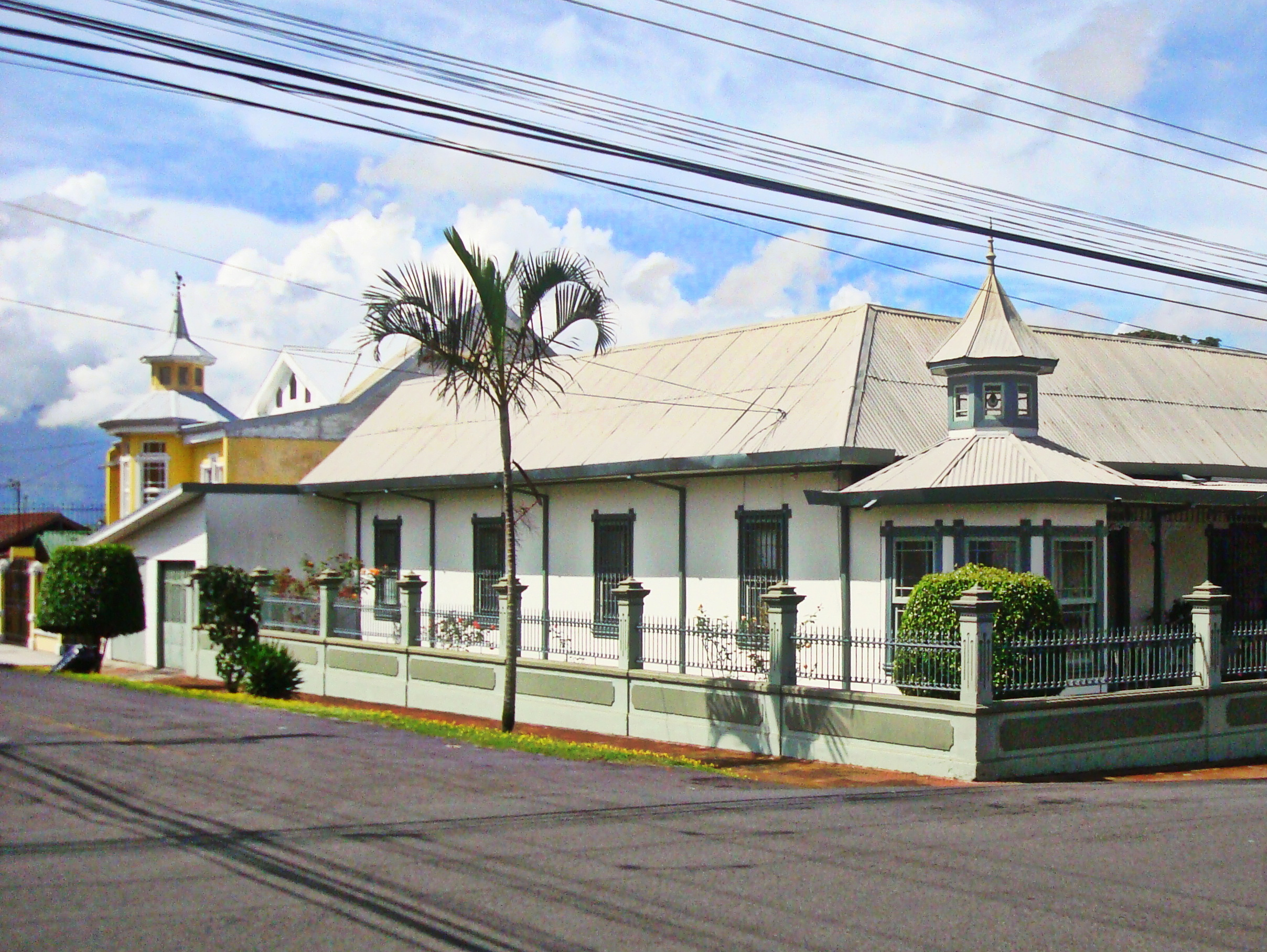
Architecture de Saint-Domingue